# ستيفن بوس
ستيفن لوريل بوس ويُعرف أكثر باسمِ تويتش (بالإنجليزية: Twicth)‏ (وُلد في 29 من أيلول/سبتمبر 1982 وتُوفي في 13 من كانون الأول/ديسمبر 2022) كانَ راقص هيب هوب ومصمّم رقصات وممثل ومنتج تلفزيوني أمريكي. اشتهرَ ستيفن في عام 2008 حينما حلَّ وصيفًا في النسخة الأمريكية من برنامج إذًا تعتقد أنك تستطيع الرقص، كما زادت شهرته حينما ظهر كمضيفٍ في برنامج إلين دي جينيريس شو، علاوةً على ظهوره في لعبة إلين دي جينيريس بصفته صديقًا للكاتبة ومقدمة البرامج المشهورة إلين دي جينيريس. استضافَ تويتش بين عامي 2018 و2020 رفقةَ وزوجته أليسون هولكر المسلسل التلفزيوني الوثائقي الذي حملَ اسم حفلات زفاف ديزني الخيالية (بالإنجليزية: Disney's Fairy Tale Weddings)‏ وهو الوثائقي الذي كان يعرضُ حفلات الزفاف بطابع ديزني وكان يُبثُّ على فري فورم وديزني+.

## الحياة المُبكّرة
تخرَّج تويتش عام 2000 من ثانويّة لي (بالإنجليزية: Lee High School)‏ في مونتغمري، ألاباما، ودرس فنون الرقص في مجتمع ساوثرن يونيون ستيت في وادلي، ألاباما وجامعة تشابمان.

## المسيرة المهنيّة
بدأَ تويتش مسيرته المهنيّة في سن مبكرة بعض الشيء، حيثُ شارك في عمر العشرين في عددٍ من البرامج فبلغَ الدور نصف النهائي في برنامج واد روبسون (بالإنجليزية: Wade Robson Project)‏ الذي كان يُبثُّ على قناة إم تي في، كما حلَّ وصيفًا في مسابقة المواهب التلفزيونية ستار سيرش (بالإنجليزية: Star Search)‏. ساهمَ في تصميمِ الفيديو الموسيقي لإحدى أغاني مغني البوب الكوري الجنوبي سيفن وساعدَ في تدريب فناني واي جي إنترتينمنت الآخرين بما في ذلك أعضاء فرقة بيغ بانغ. ظهرَ في عام 2007 كراقصٍ ولو في دور ثانوي في فيلمي شفرات المجد و‌مثبتات الشعر وأفلام أخرى لم تحضى بالشهرة الكبيرة.
بعد مشاركتهِ في برنامج إذًا تعتقدُ أنك تستطيع الرقص، قام تويتش بتدريس الرقص الكلاسيكي مع زميلته كاتي شين التي كانت قد وصلت إلى النهائيات في أحد مسابقات الرقص، كما قامَ في 30 نيسان/أبريل 2013 إلى جانبِ أليسون هولكر بأداء رقصة في برنامجِ الرقص مع النجوم (بالإنجليزية: Dancing with the Stars)‏ حيث رقص الثنائي على أنغامِ أغنيّة «Crystallize» التي غنَّتها ليندسي ستيرلينغ.
ظهر تويتش بشكلٍ رسميّ في برنامج إلين دي جينيريس شو في الأول من نيسان/أبريل 2014 حيثُ شاركَ كضيف، كما اختيرَ في الأول من تشرين الأول/أكتوبر من نفس العام للمشاركة في فيلم ماجِك مايك إكس إكس إل. أصبحَ تويتش في الـ 17 من آب/أغسطس 2020 منتجًا تنفيذيًا مشاركًا في برنامج ألين دي جينيريس الحواري النهاري. لعبَ تويتش دور دور مارسيل إكس في فيلم الأبطال الخارقين بيرفكتوس (بالإنجليزية: Perfectus)‏، كما لعب دورًا رئيسيًا في فيلم مُرشِدُون (بالإنجليزية: Ushers)‏، علاوةً عن كونه خلال هذه الفترة عضوًا في فرقة الرقص «Breed OCLA» وفرقة الرقص الثانيّة «Chill Factor Crew».

### إذًا تعتقدُ أنك تستطيع الرقص
شاركَ تويتش لأول مرة في برنامج إذًا تعتقدُ أنك تستطيع الرقص عام 2007 وتحديدًا في موسمه الثالث، ورغمَ ظهوره في البرنامج فلم يتمكّن من احتلال مركزٍ ضمنَ أفضل 20. عاد تويتش إلى المشاركة في نفس البرنامج وهذه المرّة في موسمه الرابع عام 2008 وقد اختيرَ هذه المرة للمنافسة ضمنَ قائمة أفضل 20، بل وتمكَّن من احتلالِ المركز الثاني في المسابقة خلفَ زميله راقص الهيب هوب جوشوا ألين الذي فاز بالمركزِ الأول. رقصَ تويتش خلال الموسم الرابع مع كاتي شين على معزوفة معاصرة صمَّمتها ميا مايكلز، وقد رُشّحت الرقصة لجائزة إيمي للرقص (بالإنجليزية: Emmy for Choreography)‏ في حفل توزيع جوائز إيمي الحادي والستين ضمنَ جوائز برايم تايم إيمي.
ظهر تويتش مرة أخرى في نفس البرنامج في موسمه الخامس رفقة كاتي شين زميلته من الموسم الرابع، وقد أدَّى الثنائي رقصةً رُشّحت من جديدٍ لجوائز الإيمي الخاصّة بالرقص، وللمصادفةِ فقد كانت المعزوفة التي رقصَ عليها الاثنان من كتابة وإخراج ميا مايكلز مصمّمة معزوفة الموسم الرابع. برزَ تويتش في المواسم اللاحقة من البرنامج وخاصّة في الموسم السابع والثامن وحتى التاسع حيث كان يؤدي عروضًا لا تُنسى مع راقص الباليه أليكس وونغ. تولَّى تويتش قيادة فريق «Team Street» في الموسم 12 من البرنامج، قبل أن يُصبح محكِّمًا في الموسم السابع عشر من البرنامج والذي عُرض عام 2022.

### حفلات زفاف ديزني الخيالية
حفلات زفاف ديزني الخيالية (بالإنجليزية: Disney's Fairy Tale Weddings)‏ هو مسلسل تلفزيوني وثائقي يَعرض حفلات زفافٍ بطابع ديزني، ويتمُّ بثه على شبكة فري فورم وخدمة ديزني+. يقدم البرنامج نظرةً من وراء الكواليس على حفلات الزفاف وخطابات الأزواج التي تُقام في وجهات ديزني، بما في ذلك عالم والت ديزني و‌ديزني لاند و‌ديزني كروز لاين وفي أولاني في هاواي. أعلنت شركة فري فورم في 17 تشرين الأول/أكتوبر 2017 عن إنتاجِ مسلسلٍ من سبع حلقات مع نيّة الإصدار في صيف عام 2018 من استضافه تويتش وزوجته أليسون هولكر. في نوفمبر 2017، أضافت فري فورم في الشهر الموالي عرضًا خاصًا لمدة ساعة بُثَّ يوم 11 كانون الأول/ديسمبر 2017 بعنوان «Disney's Fairy Tale Weddings: Holiday Magic» كجزءٍ من برنامج «25 Days of Christmas». أما الموسم الثاني فقد عُرض لأول مرة على ديزني + في 14 شباط/فبراير 2020.

## الحياة الشخصية

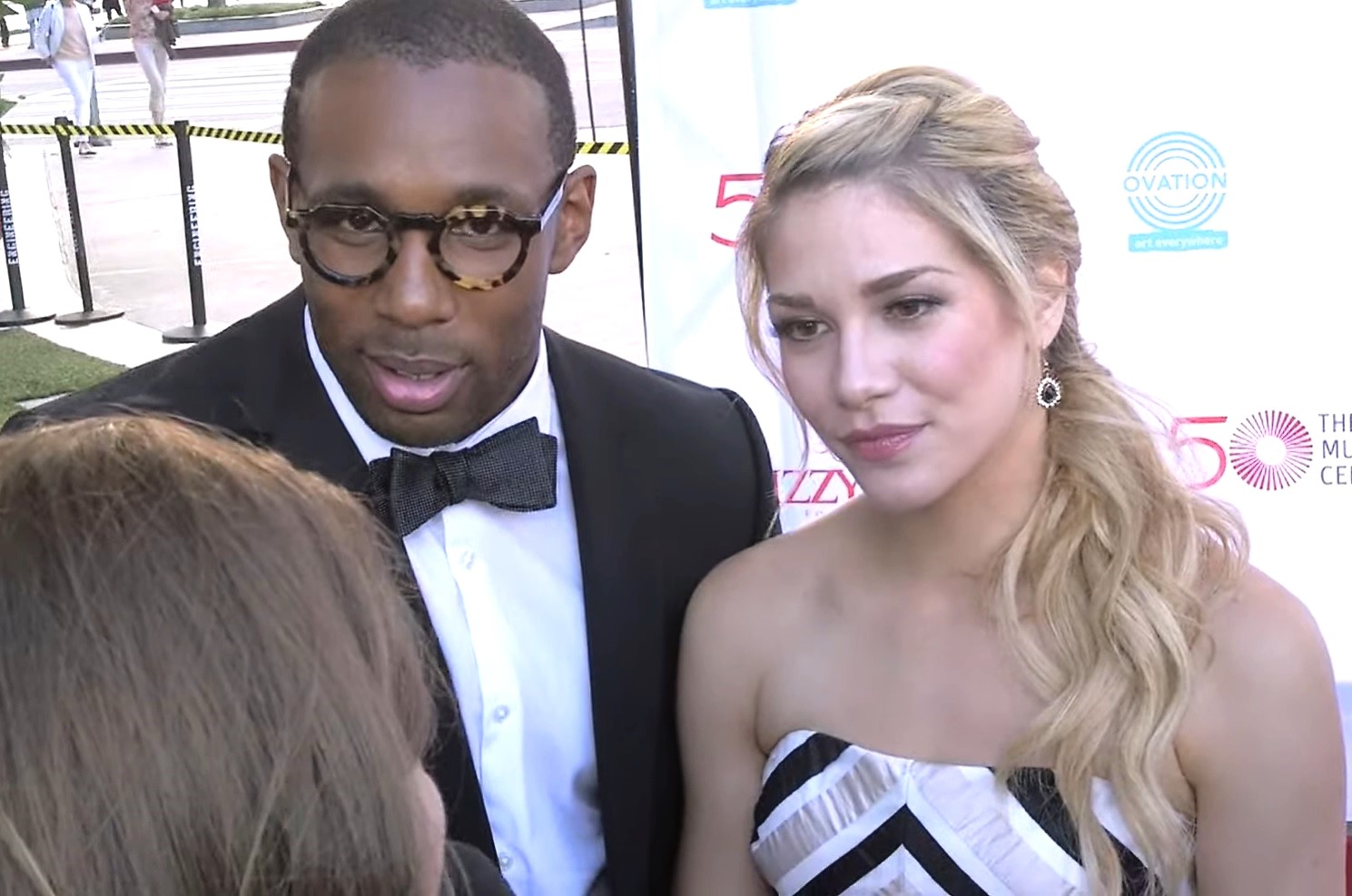
بوس وأليسون هولكر في عام 2014.

تزوَّج تويتش في 10 كانون الأول/ديسمبر 2013 زميلته أليسون هولكر في فيلا سان جولييت فينيارد في باسو روبلز، كاليفورنيا، كما تبنَّى ابنة هولكر ويسلي ريني، ورُزق الثنائي في آذار/مارس 2016 بابنهما الثاني مادوكس لوريل بوس، ورُزقا بابنة ثالثةٍ في تشرين الثاني/نوفمبر 2019 سُميّت زايا.

## الوفاة
في الثالث عشر من كانون الأول/ديسمبر، اتصلت أليسون هولكر زوجة ستيفن بوس بإدارة شرطة لوس أنجلوس لتعملهم بمغادرة زوجها للمنزل دون سيارته، وهو سلوكٌ غير معتادٍ منه. كما تلقَّت الشرطة مكالمة حول إطلاق نارٍ في فندق أوك تري إن (بالإنجليزية: Oak Tree Inn)‏ في إنسينو بلوس أنجلوس حيث عُثر على بوس ميتًا.

## قائمة الأعمال

### الأفلام
| السنة | عنوان الفيلم          | الدور            | ملحوظات                          |
| ----- | --------------------- | ---------------- | -------------------------------- |
| 2007  | شفرات المجد           | راقص ثانوي       | لا ملاحظات                       |
| 2007  | مثبتات الشعر          | راقص ثانوي       | لعبَ دور راقصٍ ثانوي في هذا الفيلم |
| 2010  | العودة للوطن          | تاز              | [ 33 ]                           |
| 2010  | ستيب أب ثري دي        | جايسون هاردلرسون | [ 34 ]                           |
| 2012  | ستيب أب ريفلوشن       | جايسون هاردلرسون | [ 34 ]                           |
| 2014  | ستيب أب: آل إن        | جايسون هاردلرسون | [ 34 ]                           |
| 2015  | ماجيك مايك إكس إكس إل | مالك             | [ 34 ]                           |
| 2022  | هيب هوب ناتكراكر      | الأب             | إصدار ديزني+                     |

### الأعمال التلفزيونيّة
| السنة     | العنوان                    | الدور            | ملحوظات                                                          |
| --------- | -------------------------- | ---------------- | ---------------------------------------------------------------- |
| 2008      | إذًا تعتقدُ أنّك تستطيع الرقص | المركز الثاني    | [ 34 ]                                                           |
| 2010      | بونز                       | راسل ليونارد     | [ 33 ]                                                           |
| 2011      | إذا تعتقدُ أنّك تستطيع الرقص | آل ستار          | [ 32 ]                                                           |
| 2011      | تاتش                       | بيستماستر        | [ 35 ]                                                           |
| 2012      | إذا تعتقد أنك تستطيع الرقص | آل ستار          | [ 32 ]                                                           |
| 2012      | دروب ديد ديفا              | بيلي دونالدسون   | ظهرَ في الحلقة الثانية من الموسم السادس من هذا المسلسل التلفزيوني |
| 2013      | إذا تعتقد أنك تستطيع الرقص | آل ستار          | [ 32 ]                                                           |
| 2013      | الرقص مع النجوم            |                  | [ 34 ]                                                           |
| 2014-2022 | إلين دي جينيريس شو         | مضيف             | [ 34 ]                                                           |
| 2015      | باوند أند بايبي سيتنغ      | إيثان            | فيلم تلفزيوني                                                    |
| 2015      | إذا تعتقد أنك تستطيع الرقص | كابتن فريق الرقص | [ 32 ]                                                           |
| 2017      | مشهور بالحب                |                  | [ 36 ]                                                           |
| 2017-2021 | لعبة إلين الإلكترونيّة      | مذيع             | [ 34 ]                                                           |
| 2017-2020 | حفلات زفاف ديزني الخيالية  |                  | [ 34 ]                                                           |
| 2018      | مودرن فاميلي               |                  | الحلقة: "Wine Weekend"                                           |
| 2018      | شابة وجائعة                | نفسه             | [ 37 ]                                                           |
| 2018      | إذا تعتقد أنك تستطيع الرقص | حَكَم              | [ 34 ]                                                           |
| 2021      | كلاش أوف ذا كافر باند      | مضيف             | [ 34 ]                                                           |
| 2022      | ذا ريل درتي دانس           | مضيف             | [ 34 ]                                                           |
| 2022      | إذا تعتقد أنك تستطيع الرقص | حكَم              | [ 34 ]                                                           |

## الجوائز
- الوصيف: ستار سيرش (2003)[38]
- المركز الثالث: برنامج واد روبسون على قناة إم تي في (2003)[39]
- الوصيف: الموسم الرابع من يلا نرقص! (2008)[40]